# Ticket ins Chaos
Ticket ins Chaos (Originaltitel: Banzaï) ist eine französische Filmkomödie aus dem Jahr 1983. Regie führte Claude Zidi.

## Handlung
Michel arbeitet bei der „Planet Versicherung“ und kümmert sich von Frankreich aus um die Versicherten in den jeweiligen Urlaubsländern. Seine Freundin Isabelle hat zu seiner Überraschung ihren Job als Stewardess gekündigt. Das Paar scheint nun mehr Zeit für sich zu haben. Doch stattdessen tritt sie einen neuen Job in einem Reisebüro an.
Während Michel sich plötzlich, für ihn ungewohnt, im Außendienst um die Belange seiner Versicherten kümmern muss, leistet Isabelle noch ihre restlichen Stunden als Stewardess ab. Beide wollen einander nichts von dieser kurzzeitigen Belastung erzählen und spielen sich so aus der Ferne gegenseitig etwas vor.
Michel muss sich beispielsweise in Tunesien mit Kamelen oder in New York mit Straßengangs herumschlagen, während Isabelle Aufenthalte in London oder Oslo hat. Als beide dann zeitgleich einen ungewollten Besuch in Hongkong haben, passiert das Unvermeidliche und ihr Schwindel fliegt auf. Doch damit nicht genug: Michel und Isabelle werden in der Metropole in ein Verbrechen verstrickt.

## Hintergrund
Gedreht wurde in Paris, New York, Hongkong und Tunesien. Der Film wurde 1983 in Frankreich veröffentlicht. In Deutschland hatte er erst am 19. Dezember 1985 Premiere, damals noch auf Videokassette.
Die Flugzeugträgerszene am Ende wurde in Otto – Der Film (1985) übernommen.

## Rezeption
Der Filmdienst resümierte: eine „turbulente, manchmal etwas zu hektische Komödie, die zaghaft Fremdenhaß und Ausländerfeindlichkeit aufs Korn nimmt.“ Man könne „trotz einiger Mängel“ eine „humorige Unterhaltung nicht ganz ohne Tiefgang“ erleben.

## Synchronisation
| Rolle       | Darsteller       | Synchronsprecher |
| ----------- | ---------------- | ---------------- |
| Cousin Paul | Didier Kaminka   | Arne Elsholtz    |
| Michel      | Coluche          | Ronald Nitschke  |
| Isabelle    | Valérie Mairesse | Katja Nottke     |